# Bernard Goldmann
Bernard Goldmann (ur. 20 lutego 1841 w Warszawie - zm. 23 marca 1901 we Lwowie) – prawnik, poseł do Sejmu Krajowego Galicji IV, V, VI i VII kadencji (1877–1901), kasjer Galicyjskiego Banku Kredytowego we Lwowie.
Był synem Izaaka księgarza, wydawcy i znawcy literatury hebrajskiej. Jako student medycyny aresztowany podczas manifestacji w Warszawie 16 października 1861 zesłany na Sybir, uciekł z Tobolska aby wziąć udział w powstaniu styczniowym. Był sekretarzem departamentu skarbowego, jako agent Rządu Narodowego jeździł po zakup broni do Wrocławia. Powtórnie aresztowany w przebraniu kamerdynera uciekł do Niemiec, studiował prawo w Heidelbergu uzyskując tytuł doktora prawa. Przeniósł się do Paryża, a w 1867 zamieszkał w Wiedniu. W 1870 dzięki poparciu Agenora Gołuchowskiego otrzymał obywatelstwo austriackie i zezwolenie na pobyt w Galicji. Osiedlił się we Lwowie gdzie propagował asymilację Żydów z kulturą polską. Od 1874 był kasjerem (od 1877 głównym kasjerem) Galicyjskiego Banku Kredytowego we Lwowie. 26 października 1876 wybrany został posłem na Sejm Krajowy Galicji z III kurii obwodu Lwów, z okręgu wyborczego Miasto Lwów. W sejmie dał się poznać jako wybitny znawca budżetu galicyjskiego, pracował nad unormowaniem sejmowej sprawozdawczości finansowej. W 1877 został wybrany wiceprzewodniczącym Towarzystwa Przemysłowego we Lwowie. Był długoletnim radnym miasta Lwowa, członkiem zarządu gminy wyznaniowej żydowskiej we Lwowie. Prowadził szeroko zakrojona działalność oświatową w postaci czytelni, szkółek, kursów, których celem było upowszechnienie kultury polskiej wśród Żydów. Po śmierci Goldmanna jego działalność kontynuowała założona 5 grudnia 1903 Czytelnia im. B. Goldmanna we Lwowie oraz powstałe 17 marca 1905 Koło Szkoły Ludowej im. B. Goldmanna we Lwowie.

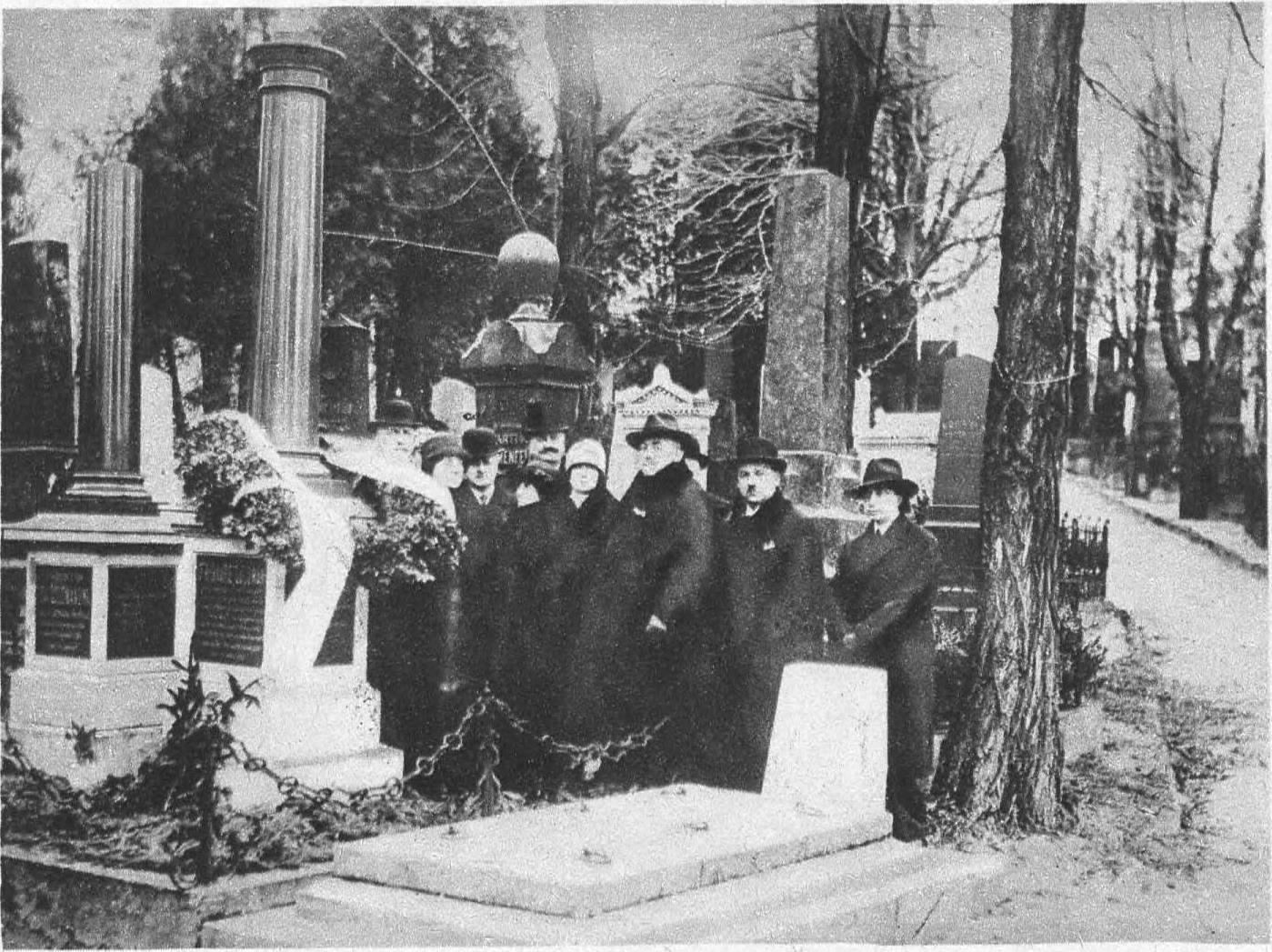
Złożenie wieńca, ofiarowanego przed komitet lwowski na grób Bernarda Goldmanna podczas uroczystości 25. rocznicy jego śmierci.